# Пьяна-дельи-Альбанези
Пьяна-дельи-Альбанези (итал. Piana degli Albanesi, алб. Hora e Arbëreshëvet, буквально «равнина албанцев»), до 1941 года Пьяна-деи-Гречи (итал. Piana dei Greci, буквально «равнина греков») — итальянский город в провинции Палермо (Сицилия), с преимущественно арберешским населением, а также центр одноимённой епархии Итало-албанской католической церкви.

## Город Пьяна-дельи-Альбанези

### История
Расположен в горной долине южнее Палермо. Население составляет 6214 человека (2008 г.), плотность населения составляет 97 чел./км². Занимает площадь 64 км². Почтовый индекс — 90037. Телефонный код — 091.
Основан под названием Пьяна-дель-Гречи 30 августа 1488 года албанцами, бежавшими в 1482—1485 году от османского ига. Первоначально беженцы жили во временных лагерях около Палермо. Затем албанцы обратились к архиепископу Монреале Джованни Борджиа с просьбой разрешить им поселиться в принадлежавшей прелату Долине архиепископа, расположенной в горах над Палермо. В 1488 году разрешение было им даровано. В 1534 году в город прибыла вторая волна балканских беженцев — греков из крепости Корона на Пелопоннесе.
Ещё ранее, король Сицилии Хуан Арагонский своей грамотой пригласил албанцев переселяться на Сицилию и позволил им сохранять византийский обряд богослужения. До настоящего времени живущие компактно албанцы, невзирая на итальянское окружение, исповедующее латинский обряд, сохранили свой язык и традиции, а также богослужебный обряд.
В 1922 году мэром города был избран один из видных членов сицилийской мафии Франческо Кучча. В 1924 году город посетил Бенито Муссолини, и Кучча серьёзно рассорился с ним во время визита, что стало одним из поводов для начала войны против мафии.
В 1937 году по настоянию Бенито Муссолини, заигрывавшего с итальянскими албанцами в рамках готовившегося им вторжения в Албанию, была основана независимая от Палермо епархия Пьяна-дель-Гречи. В 1941 году, во время войны между Италией (и оккупированной ею Албанией) против Греции, город и епархия были переименованы Муссолини в Пьяна-дельи-Албанези.
Главной достопримечательностью города является епархиальный кафедральный собор святого великомученика Димитрия Солунского, построенный в 1590 году. На Страстной неделе и в Пасху город и собор заполняется многочисленными сицилийцами, наблюдающими за непривычным для итальянцев византийским Богослужением.
Покровителями коммуны почитаются Пресвятая Богородица (икона Божией Матери Одигитрия), святые великомученики Димитрий Солунский и Георгий Победоносец, празднование 2 сентября, 26 октября и 23 апреля.

### Демография
Динамика населения:

### Администрация коммуны
- Официальный сайт: https://web.archive.org/web/20100329065324/http://www.pianalbanesi.it/hora.htm

## Епархия Пьяна-дельи-Альбанези

### Статус епархии
Епархия является частью Итало-албанской католической церкви, объединяющей проживающих в Италии католиков византийского обряда и состоящей из территориального аббатства Гроттаферрата и двух епархий (собственно Пьяна-дельи-Албанезе и Лунгро (в Калабрии)). Итало-албанская католическая церковь, в отличие от большинства других католических церквей восточных обрядов, не является организационно единым целым. Оба епископа и аббат Гроттаферрата пользуются равными правами и подчиняются непосредственно папе римскому.

### Краткая история византийского обряда на Сицилии
Епархия Пьяна-дельи-Гречи (с 1941 года Пьяна-дельи-Албанези) была основана 26 октября 1937 года папой Пием XI. Несмотря на относительную молодость, епархия является исторической наследницей многочисленной греческой общины, жившей на Сицилии с античных времён. В первые века христианства сицилийские христиане явили миру многочисленных мучеников и исповедников, почитающихся в равной степени Римской и Православными Церквами (например, мученицы Агата Катанская и Лючия Сиракузская, Лев Катанский, Панкратий Тавроменийский). В VIII веке иконоборец Лев III Исавр единоличным решением перевёл епархии Южной Италии и Сицилии из Римского в Константинопольский патриархат.
После арабского завоевания в IX веке греческая православная община продолжала быть крупнейшей этноконфессиональной группой Сицилии и пользовалась значительными привилегиями. Захватившие в 1061—1091 году Сицилию норманны не меняли сложившегося статус-кво. Единственной переменой стала замена греческих архиереев латинскими и переподчинение папскому престолу, привычный же византийский обряд оставался неизменным. Норманнские правители (Рожер I, Рожер II, Вильгельм I Злой, Маргарита Наваррская, Вильгельм II Добрый) основывали новые и поддерживали уже существовавшие греческие монастыри. Члены греческой общины занимали важнейшие посты в Сицилийском королевстве (например, Христодул и Георгий Антиохийский носили титул «эмир эмиров» и стояли во главе сицилийского флота). Одновременно норманнские правители поощряли латинскую иммиграцию, так что наряду с признанным и уважаемым византийским обрядом в Сицилию проникал и укреплялся римский обряд.
После падения норманнской династии последующие правители Сицилии проводили курс на ассимиляцию греческих общин византийского обряда. В итоге к XV веку латинизация сицилийской церкви была в основном завершена, хотя в удалённых горных областях (например, в городе Савока в провинции Мессина) ещё в XVII веке существовали греческие монастыри, а их настоятели носили титул архимандрита.
После поражения восстания Скандербега на Сицилию во второй половине XV века переселилось значительное количество православных албанских эмигрантов, принявших здесь унию с Римом, но сохранивших византийский обряд. Компактное проживающие в Пьяна-дель-Гречи и нескольких близлежащих деревнях албанцы успешно противостояли попыткам латинизации и сохранили византийский обряд. Периодически для них посвящали особого епископа, являвшегося суффраганом архиепископа Палермо.
В 1937 году была учреждена епархия Пьяна-дель-Гречи, независимая от Палермо и подчинённая непосредственно папе римскому. В 1941 году вслед за городом епархия приобрела своё нынешнее имя Пьяна-дельи-Албанези.